# گلاریول بال‌سیاه

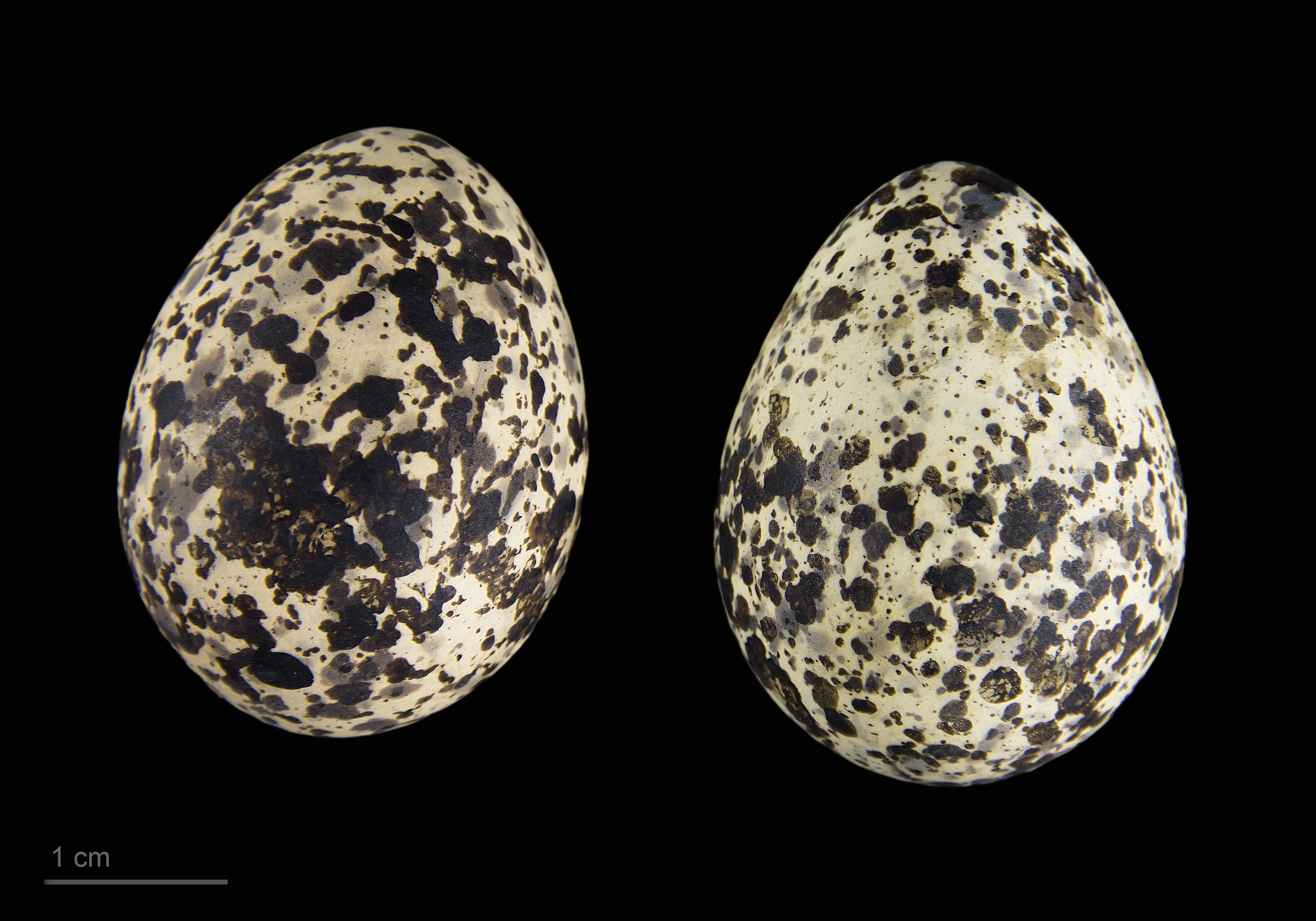
Glareola nordmanni

گلاریول بال‌سیاه یا چلچله‌بیابانی بال‌سیاه (نام علمی: Glareola nordmanni) نام یک گونه از تیره چلچله‌بیابانیان است.